# Acadèmia Breve de Crítica d'Art
L'Acadèmia Breve de Crítica d'Art (ABCA) va ser creada el 1942 per l'escriptor, filòsof i falangista català Eugeni d'Ors i Rovira (1881-1954) per a la promoció de l'art modern i contemporani de la postguerra espanyola. Va organitzar trobades i exposicions del 12 de maig del 1942 fins al 25 de setembre del 1954, principalment a Madrid. Va contribuir, dins de l'ordre degudament vigilat pel règim franquista, a una certa normalització de l'art modern. La seva actuació es va guiar, principalment, en la promoció d'un art desvinculat de les vel·leïtats col·lectives que havien distorsionat la que des de l'entitat es considerava la "veritable tradició artística espanyola" i orientat vers una cerca de les idees d'esperit, unitat i eternitat, enteses com a principals valors als que havia d'aspirar.
A més d'Ors, els onze fundadors van formar un grup heterogeni d'amants de l'art: crítics, col·leccionistes, diplomàtics, arquitectes i d'altres: José María Alfaro, José de Baviera, Carlos Blanco Soler, José Camón Aznar, Maria Laffitte, Yakichiro Suma, Eduardo Llosent Marañón, Luis Felipe Vivanco i Zarega Fombona. La institució es va dissoldre el setembre de 1954.